# Chemillé-Melay
Chemillé-Melay var en kommun i departementet Maine-et-Loire i regionen Pays de la Loire i nordvästra Frankrike. Kommunen låg i kantonen Chemillé-Melay som tillhör arrondissementet Cholet. År 2013 hade Chemillé-Melay 8 822 invånare.
Kommunen bildades den 1 januari 2013, då kommunerna Chemillé och Melay gick samman. Den 15 december 2015 upphörde Chemillé-Melay, då den slogs samman med Chanzeaux, La Chapelle-Rousselin, Cossé-d'Anjou, La Jumellière, Neuvy-en-Mauges, Sainte-Christine, Saint-Georges-des-Gardes, Saint-Lézin, La Salle-de-Vihiers, La Tourlandry och Valanjou till den nya kommunen Chemillé-en-Anjou.